# Пилипи (Середино-Будський район)
Пилипи, — колишнє село в Україні, у Середино-Будському районі Сумської області. Підпорядковувалось Кам'янській сільській раді.
1988 року в селі проживало 20 людей. 1993 року рішенням Сумської обласної ради зняте з обліку.

## Географічне розташування
Пилипи знаходилося біля великого висушеного болота, з якого бере початок річка Свига, за 0,5 км розташоване с. Камінське.

## Історія
Село було засноване на початку 20-х років минулого століття переселенцями з Кам'янки. У 1923 році воно налічувало 10 дворів, в яких проживало 64 мешканці, у 1926 році – 10 дворів та 53 мешканці, у 1940 році – 13 дворів та близько 70 жителів, у середині 1950-х років – 30 дворів та близько 100 мешканців, а 1989 року – 14 мешканців.
З 1947 по 1973 р. у селі працювала початкова чотирирічна школа, в якій навчалися діти із сіл. Кам'янського, Високосів та інших навколишніх населених пунктів.
На початку 60-х років ХХ століття село потрапило до розряду неперспективних населених пунктів і почало занепадати. Чисельність населення в ньому рік за роком знижувалася, і в 1990-х роках воно остаточно спорожніло.